# Kirchwehrener Landwehr
Die Kirchwehrener Landwehr, auch Kirchwehrer Landwehr genannt, ist das 5,7 Kilometer lange, orographisch rechte beziehungsweise östliche Quellgewässer der Möseke in Niedersachsen (Deutschland).

## Geographie
Die Kirchwehrener Landwehr entsteht im Calenberger Land nördlich des Gehrdener Stadtteils Lenthe per definitionem aus einem Graben, nachdem dieser den Mühlenweg unterquert.
Sie fließt in westliche Richtung, wobei sie das Große Holz südlich des Seelzer Stadtteils Kirchwehren durchquert. Südlich des Stadtteils Lathwehren vereint sie sich mit der Haferriede zur Möseke.
Sie hat keine eigentliche Quelle, sondern speist sich aus Oberflächenwasser und Zuflüssen von Gräben. Ihr Einzugsgebiet umfasst Teile des Velberholzes, des Großen Holzes bei Kirchwehren und den Nordosten des Benther Berges.